# Systropus tessmanni
Systropus tessmanni är en tvåvingeart som först beskrevs av Günther Enderlein 1926.  Systropus tessmanni ingår i släktet Systropus och familjen svävflugor.
Artens utbredningsområde är Ekvatorialguinea. Inga underarter finns listade i Catalogue of Life.